# Ел Серито
Ел Серито (на английски: El Cerrito) е град в окръг Контра Коста, в района на залива на Сан Франциско, щата Калифорния, САЩ. Ел Серито е с население от 23 171 души. (2000) Ел Серито е с обща площ от 9,50 кв. км (3,70 кв. мили), изцяло суша.